# Strzelectwo na Letnich Igrzyskach Olimpijskich 1976
Strzelectwo na Letnich Igrzyskach Olimpijskich 1976 w Montrealu rozgrywane było w dniach 18–24 lipca. W zawodach wzięło udział 344 strzelców (w tym 8 kobiet, które rywalizowały razem z mężczyznami) z 60 krajów. Reprezentacja Polski wywalczyła 2 brązowe medale. Z programu igrzysk ubyła konkurencja: „Karabin dowolny, 3 postawy, 300 m”.

## Medaliści
| Konkurencja                                           | Złoto              | Wynik  | Srebro              | Wynik  | Brąz                 | Wynik  |
| Pistolet dowolny, 50 m (szczegóły)                    | Uwe Potteck        | 573    | Harald Vollmar      | 567    | Rudolf Dollinger     | 562    |
| Pistolet szybkostrzelny, 25 m (szczegóły)             | Norbert Klaar      | 597    | Jürgen Wiefel       | 596    | Roberto Ferraris     | 595    |
| Karabin małokalibrowy leżąc, 50 m (szczegóły)         | Karlheinz Smieszek | 599    | Ulrich Lind         | 597    | Giennadij Łuszczikow | 595    |
| Karabin małokalibrowy, trzy postawy, 50 m (szczegóły) | Lanny Bassham      | 1162   | Margaret Murdock    | 1162   | Werner Seibold       | 1160   |
| Ruchoma tarcza, 50 m (szczegóły)                      | Alaksandr Hazau    | 579    | Aleksandr Kiediarow | 576    | Jerzy Greszkiewicz   | 571    |
| Skeet (szczegóły)                                     | Josef Panáček      | 198/50 | Eric Swinkels       | 198/49 | Wiesław Gawlikowski  | 196    |
| Trap (szczegóły)                                      | Donald Haldeman    | 190    | Armando Marques     | 189/25 | Ubaldesco Baldi      | 189/23 |

## Klasyfikacja medalowa
| Lp. | Państwo           |   |   |   | Razem |
| --- | ----------------- | - | - | - | ----- |
| 1.  | NRD               | 2 | 2 | 0 | 4     |
| 2.  | Stany Zjednoczone | 2 | 1 | 0 | 3     |
| 3.  | RFN               | 1 | 1 | 1 | 3     |
| 3.  | ZSRR              | 1 | 1 | 1 | 3     |
| 5.  | Czechosłowacja    | 1 | 0 | 0 | 1     |
| 6.  | Holandia          | 0 | 1 | 0 | 1     |
| 6.  | Portugalia        | 0 | 1 | 0 | 1     |
| 8.  | Polska            | 0 | 0 | 2 | 2     |
| 8.  | Włochy            | 0 | 0 | 2 | 2     |
| 9.  | Austria           | 0 | 0 | 1 | 1     |